# BBB Korea

BBB es una organización sin fines de lucro en Corea que ofrece servicios de interpretación gratuitos de intérpretes voluntarios. La organización se estableció en 2003 con el objetivo de crear una sociedad sin barreras de idioma o cultura. Actualmente es una asociación incorporada del Ministerio de Cultura, Deportes y Turismo de Corea. bbb korea tiene su sede en Seúl, Corea del Sur.
bbb significa 'antes de la brigada de babel', que indica el mundo antes de la construcción de la Torre de Babel, cuando todos los humanos compartían un solo idioma sin ninguna dificultad de comunicación.

## Historia
bbb korea comenzó como una campaña en 2002 para la Copa Mundial de la FIFA y los Juegos Asiáticos de 2002. La campaña bbb tuvo como objetivo ayudar a los visitantes a comunicarse en Corea mediante la prestación de servicios de interpretación gratuitos. El servicio fue facilitado por el uso de llamadas telefónicas. Cuando uno llama y selecciona el idioma, bbb korea conectó automáticamente al hablante con un intérprete voluntario disponible.
En 2003, bbb korea se estableció como una organización sin fines de lucro. Apoyó continuamente los eventos internacionales que se llevaron a cabo en Corea, como el Daegu Summer Universiade 2003 y los Juegos Olímpicos de Invierno Pieonchang 2018. Actualmente, es una organización con más de 4,500 voluntarios para 20 idiomas.

## Los programas

### Servicio de interpretación de idiomas
Las personas que experimentan dificultades con el idioma pueden llamar a bbb korea para utilizar el servicio de interpretación sin cargo alguno.
El servicio de interpretación de bbb se puede utilizar marcando y seleccionando el idioma a través de un sistema de respuesta automática (ARS). Luego, el orador se conectará automáticamente a un intérprete voluntario disponible.
Otra forma es descargar la aplicación bbb en el teléfono inteligente. En la aplicación, los usuarios pueden seleccionar el idioma que necesitan y se conectan a un intérprete en consecuencia.
Aquellos que deseen ser voluntarios para convertirse en intérpretes voluntarios de bbb korea pueden postularse a través del sitio web de bbb korea. Los solicitantes reciben situaciones que requieren una gran comprensión del idioma, así como factores de la situación. Después de pasar con éxito esta prueba de idioma y completar la educación de interpretación, el solicitante puede convertirse en un intérprete voluntario de bbb.

#### Idiomas
- Inglés

- Español

- Chino[6]

- Japoneses[7][8]

- Francés

- Italiano

- Ruso[9]

- Alemán

- Portugués

- Árabe

- Polaco

- Turco

- Sueco

- Tailandés

- Vietnamita

- Indonesio

- Mongol

- Hindi

- Malayo

- Suajili[10]

### Proyectos globales
bbb korea también persigue proyectos globales. En 2014, implementó el servicio de bbb en Brasil para la Copa Mundial de Brasil. El proyecto se denominó 'Río Amigo' y fue un proyecto que brindó un servicio de interpretación gratuito a los brasileños, así como a los visitantes de Brasil. El proyecto permitió la comunicación entre diferentes hablantes de idiomas.
Además, bbb korea está llevando a cabo el proyecto bbb Indonesia, con el objetivo de proporcionar el servicio de traducción oral en Indonesia.

### Programas culturales
- Centros de cultura coreana

Los centros para compartir el idioma y la cultura coreanos en países extranjeros están a cargo de bbb. Los centros ofrecen clases de lengua y cultura coreanas, como clases de baile K-POP. Se encuentran en Myanmar y Vietnam.
- Eventos de Intercambio Cultural

bbb korea organiza anualmente el 'Día Internacional de los Amigos de bbb'. En este evento, las familias de los voluntarios de bbb, así como amigos de países extranjeros, se reúnen para disfrutar de actividades culturales. En 2018, se celebró el 10.º Día Internacional de los Amigos en el Bosque de Seúl con más de 2,000 participantes.
- Campañas de comunicación

bbb korea organiza campañas para promover "Corea sin barreras lingüísticas" con su servicio de interpretación. Las campañas se realizaron en varios lugares, como el aeropuerto de Incheon, la estación de Seúl y más.
- bbb Probono (Grupo de estudiantes voluntarios)

bbb Probono es un grupo de estudiantes voluntarios de bbb korea. Probono define como "para el bien común". El grupo de estudiantes introduce diferentes culturas alrededor del mundo con el objetivo de minimizar las barreras culturales. Organiza diversos programas culturales como el diseño de contenidos en línea y la organización de campañas.
- bbb Revista Heart&Communication

Cada temporada, bbb korea publica una revista titulada "Heart & Communication". La revista comparte artículos y entrevistas relacionadas con la lengua y la cultura.